# Judy Biggert
Judith Borg Biggert, detta Judy (Chicago, 15 agosto 1937), è una politica statunitense, membro della Camera dei Rappresentanti per lo stato dell'Illinois dal 1999 al 2013.

## Biografia
Nata a Chicago in una famiglia benestante, la Biggert studiò a Stanford e alla Northwestern, laureandosi in legge.
Dopo aver lasciato l'ambito legale per occuparsi della famiglia, la Biggert si interessò di politica e cominciò ad operare nell'ambito con il Partito Repubblicano.
Nel 1992 venne eletta all'interno della legislatura statale dell'Illinois e vi rimase fino al 1998, quando venne eletta alla Camera dei Rappresentanti. Nelle primarie repubblicane sconfisse Peter Roskam, che venne eletto deputato alcuni anni dopo.
Negli anni successivi la Biggert venne confermata dagli elettori per altri sei mandati. Nel 2012 la ridefinizione dei distretti congressuali comportò un cambiamento molto rilevante per la Biggert, il cui distretto venne diviso. La deputata decise di chiedere comunque la rielezione nel distretto in cui si trovava la sua casa, ma dovette concorrere contro l'ex deputato democratico Bill Foster. La Biggert venne sconfitta e dovette lasciare il Congresso dopo quattordici anni di servizio.
Durante la permanenza alla Camera, Judy Biggert era considerata una repubblicana molto moderata, di ideologia quasi centrista.